# Cinnamomum goaense
Cinnamomum goaense är en lagerväxtart som beskrevs av André Joseph Guillaume Henri Kostermans. Cinnamomum goaense ingår i släktet Cinnamomum och familjen lagerväxter. Inga underarter finns listade i Catalogue of Life.